# Luleå
Luleå [ˈlʉːleoː] (anhörenⓘ) ist eine Stadt in der nordschwedischen Provinz Norrbottens län und der historischen Provinz Norrbotten. Sie liegt an der Mündung des Lule älv in den Bottnischen Meerbusen und dient als Residenzstadt der Provinz und Hauptort der gleichnamigen Gemeinde. 2015 lebten gut 76.000 Einwohner in der Gemeinde und über 43.000 Menschen im Tätort Luleå, nachdem das zuvor zur Stadt gehörige, etwas separat im nördlichen Teil gelegene Wohngebiet Björkskatan mit über 4.000 Einwohnern als eigenständiger Tätort ausgegliedert wurde.

## Toponymie
Luleå ist nach der alten Innenstadt (heute Gammelstaden) benannt, die wiederum nach dem Fluss Luleälven benannt ist, der vermutlich auf lulesamisch lulij („die im Osten lebenden“) zurückgeht, eine alte Bezeichnung für Waldsamen, und als „Fluss der Waldsamen“ gedeutet werden kann.

## Geographie

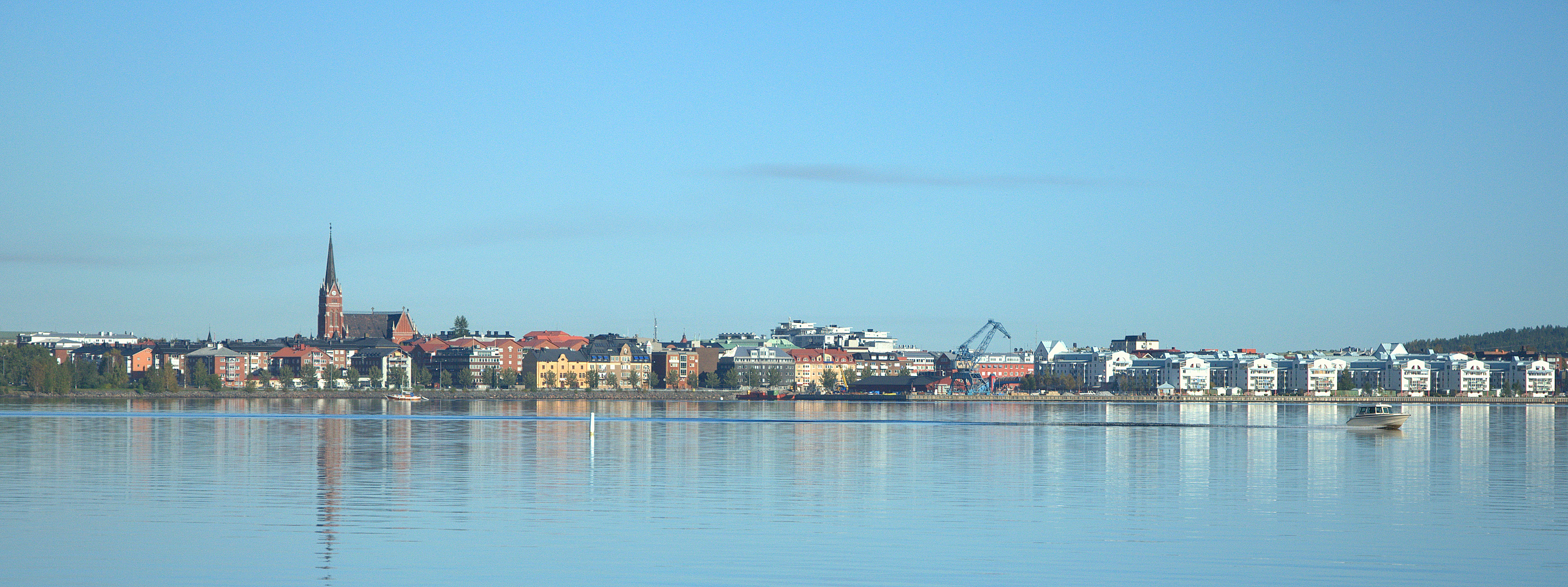
Blick auf Luleå

### Geographische Lage
Luleå liegt etwa 110 Kilometer südlich des arktischen Polarkreises an der Mündung des Lule älv in das nördliche Ende des Bottnischen Meerbusens der Ostsee.

### Klima
Das Klima ist kalt-gemäßigt mit kalten Wintern und kühlen Sommern bei einer Jahresdurchschnittstemperatur von 3,3 °C. Die Jahresniederschlagssumme beträgt 628 mm. Alle zwölf Monate sind humid. Die Klimaklassifikation nach Köppen und Geiger lautet Dfc.
|                        | Jan   | Feb   | Mär  | Apr  | Mai | Jun  | Jul  | Aug  | Sep  | Okt | Nov  | Dez  |   |      |
| Mittl. Temperatur (°C) | −7,8  | −7,9  | −4,5 | 0,6  | 6,9 | 12,2 | 16,3 | 15,0 | 10,5 | 3,9 | −0,8 | −4,6 | ⌀ | 3,4  |
| Mittl. Tagesmax. (°C)  | −5,5  | −5,7  | −1,9 | 3,5  | 9,7 | 14,7 | 18,6 | 17,1 | 12,6 | 5,5 | 0,8  | −2,5 | ⌀ | 5,6  |
| Mittl. Tagesmin. (°C)  | −10,1 | −10,3 | −7,1 | −2,5 | 3,5 | 9,3  | 13,6 | 12,6 | 8,4  | 2,2 | −2,6 | −6,9 | ⌀ | 0,9  |
|                        |       |       |      |      |     |      |      |      |      |     |      |      |   |      |
| Niederschlag (mm)      | 50    | 37    | 35   | 34   | 41  | 57   | 61   | 68   | 64   | 60  | 63   | 58   | Σ | 628  |
|                        |       |       |      |      |     |      |      |      |      |     |      |      |   |      |
| Regentage (d)          | 8     | 7     | 6    | 5    | 6   | 6    | 8    | 8    | 7    | 8   | 9    | 9    | Σ | 87   |
|                        |       |       |      |      |     |      |      |      |      |     |      |      |   |      |
| Luftfeuchtigkeit (%)   | 86    | 85    | 81   | 78   | 69  | 69   | 73   | 76   | 78   | 84  | 86   | 84   | ⌀ | 79,1 |

| −10,1 |

| −10,3 |

| −7,1 |

| −2,5 |

| 3,5 |

| 9,3 |

| 13,6 |

| 12,6 |

| 8,4 |

| 2,2 |

| −2,6 |

| −6,9 |

| −10,1 |

| −10,3 |

| −7,1 |

| −2,5 |

| 3,5 |

| 9,3 |

| 13,6 |

| 12,6 |

| 8,4 |

| 2,2 |

| −2,6 |

| −6,9 |

## Geschichte
Als Luleå das erste Mal im Jahr 1327 in Dokumenten erwähnt wurde, lag es an der Stelle des heutigen Gammelstad. Es entwickelte sich zu einem Marktplatz und Zentrum einer Kirchengemeinde, die damals beinahe ganz Norrbotten umfasste. Schon im 14. Jahrhundert wurde eine Kirche aus Stein erbaut – die größte nördlich von Uppsala – und rund um die Kirche entstand ein Kirchendorf. 1621 bekam der Ort die Stadtrechte.

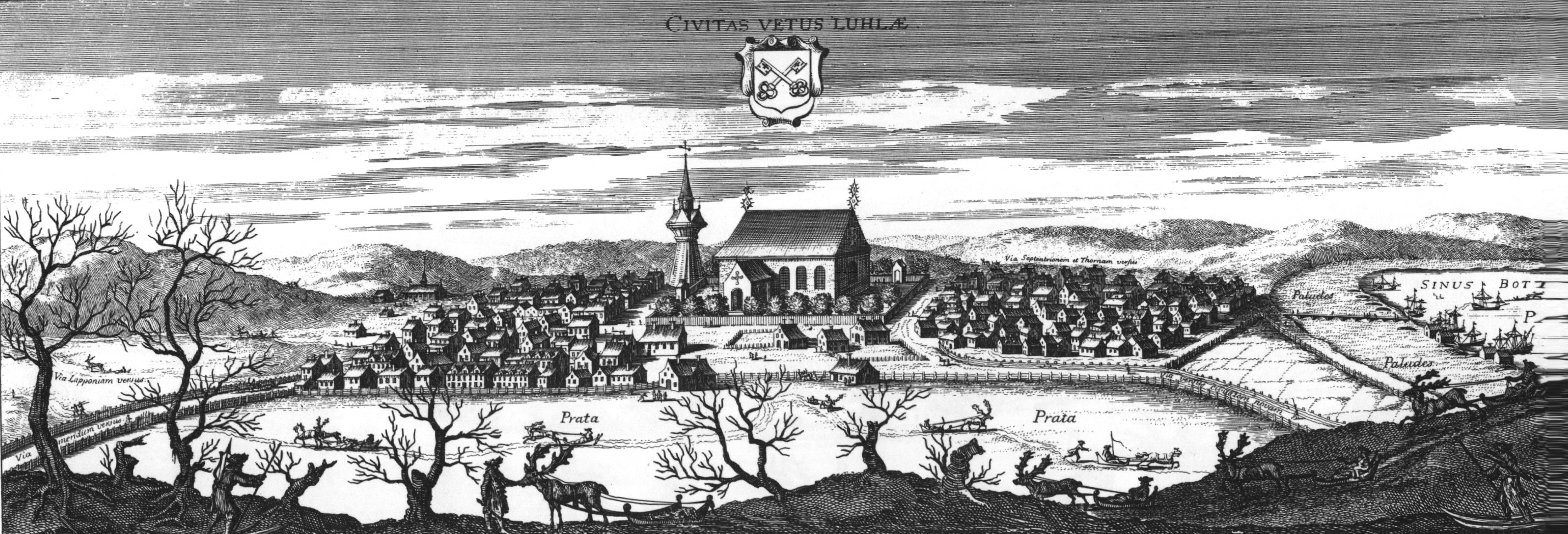
Luleå um 1700

Aufgrund der skandinavischen Landhebung wurde es immer schwieriger, in den Hafen einzulaufen, und im Jahre 1649 wurde der Ort unter seinem jetzigen Namen etwa elf Kilometer weiter südöstlich an seinen heutigen Platz verlegt, während das Kirchendorf in Gammelstad umbenannt wurde. Luleås Bedeutung als Hafen und Handelsplatz wuchs, und um 1780 hatte die Stadt etwa 730 Einwohner.
1856 wurde Luleå Verwaltungssitz. 1887 ereignete sich ein Großbrand, der die Stadt fast vollständig zerstörte. Mit der Fertigstellung der Eisenbahn nach Gällivare und dem Süden 1891 und später nach Kiruna begann der Aufschwung Luleås als wichtigster Exporthafen Nordschwedens. Um 1900 war die Bevölkerung Luleås auf etwa 9.000 Einwohner angewachsen. 1904 wurde Luleå auch Bischofssitz.
Während des Ersten Weltkriegs wurde der gesamte Erzexport ins Deutsche Reich, welcher seinerzeit von Emil Possehl abgewickelt wurde, nur über den hiesigen zu jener Zeit nur sieben Monate im Jahr eisfreien Hafen getätigt.
In der ersten Hälfte des 20. Jahrhunderts verlangsamte sich das Wachstum, aber mit der Errichtung des Stahlwerks Norrbottens Järnverk, heute SSAB (Svenska stål Aktie bolaget), im Jahr 1940 folgte eine weitere Expansionsphase.

## Wirtschaft und Infrastruktur
Luleå ist als Residenzstadt und Gemeindehauptort ein wichtiges Verwaltungs- und Dienstleistungszentrum. Darüber hinaus ist Luleå auch lutherischer Bischofssitz und beheimatet Schwedens nördlichste technische Universität (Luleå Tekniska Universitet).

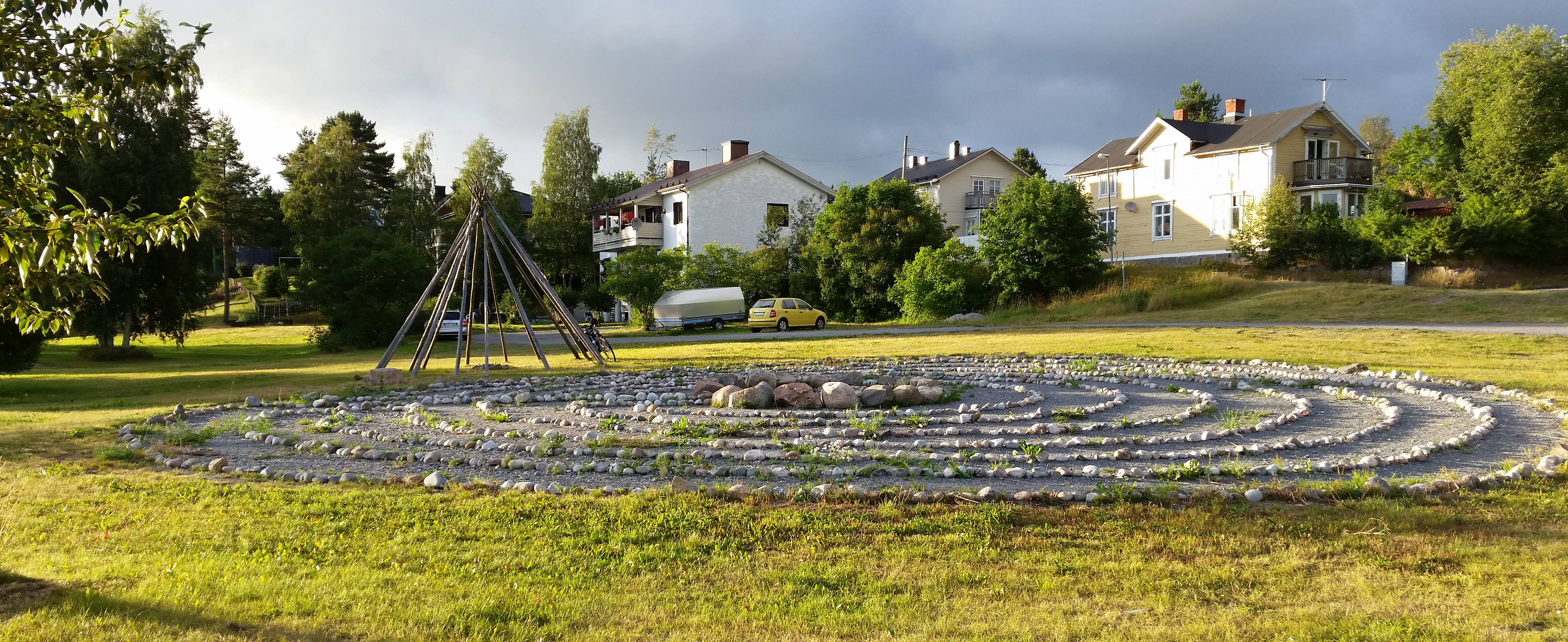
Steinlabyrinth bei Luleå

### Unternehmen
Die Industrie Luleås wird vom Stahlwerk SSAB Luleåverken dominiert, das über einen Hochofen, Stahlwerk und Walzwerk für Flachprodukte verfügt und auch benachbarte Stahlwerke mit Roheisen versorgt. SSAB verkaufte Ende der 1980er das in der SSAB Profiles Ltd. zusammengefasste Walzwerk mit dem Profilgeschäft „Profilbolaget“ an die Ovako Steel Ltd, die 1990 auch die Produktion aus ihrem Werk Borlänge nach Luleå verlagerte. Trotz der Konzentration befand sich das Walzwerk in Luleå in wirtschaftlichen Schwierigkeiten und alle 600 Arbeitsplätze waren in Gefahr. 1992 übernahm Karl David Sundberg, ehemaliger Geschäftsführer bei SKF Steel, alle Anteile am Profilgeschäft von Ovako Steel durch seine Inexa Steel Ltd. als neue Tochter „Inexa Profiles“ für einen symbolischen Betrag und konnte die auf 300 Arbeiter halbierte Belegschaft bald wieder auf 400 Arbeiter aufstocken. Sundberg schöpfte die Gewinne allerdings ab, so dass die Inexa Profiles nach hohen Verlusten ab 1999 im September 2001 in Konkurs ging. Zuvor hatte Sundberg damit gedroht, in Konkurs zu gehen wenn die benachbarten SSAB-Stahlwerke die Preise für Rohstahl nicht verringern würden, was diese mit Verweis auf die hohen abgeschöpften Gewinne seitens Sundberg ablehnten. Die verbliebenen 330 Arbeiter des Walzwerks mussten entlassen werden. 2004 bis 2006 wurde die technische Ausstattung des Walzwerks demontiert und in den Iran verschifft.
Facebook betreibt in Luleå insgesamt drei Servergebäude mit einer Fläche von jeweils 28.000 Quadratmetern. Den Standort wählte der Konzern, da das kühle Klima in dieser Region das Kühlen der Server erleichtert. Auch ist es hier möglich, die Serverfarm völlig mit sehr billigem Strom aus Wasserkraftwerken, also mit erneuerbarer Energie, zu betreiben. Das Serverzentrum wurde am 12. Juni 2013 in Betrieb genommen.

### Verkehr

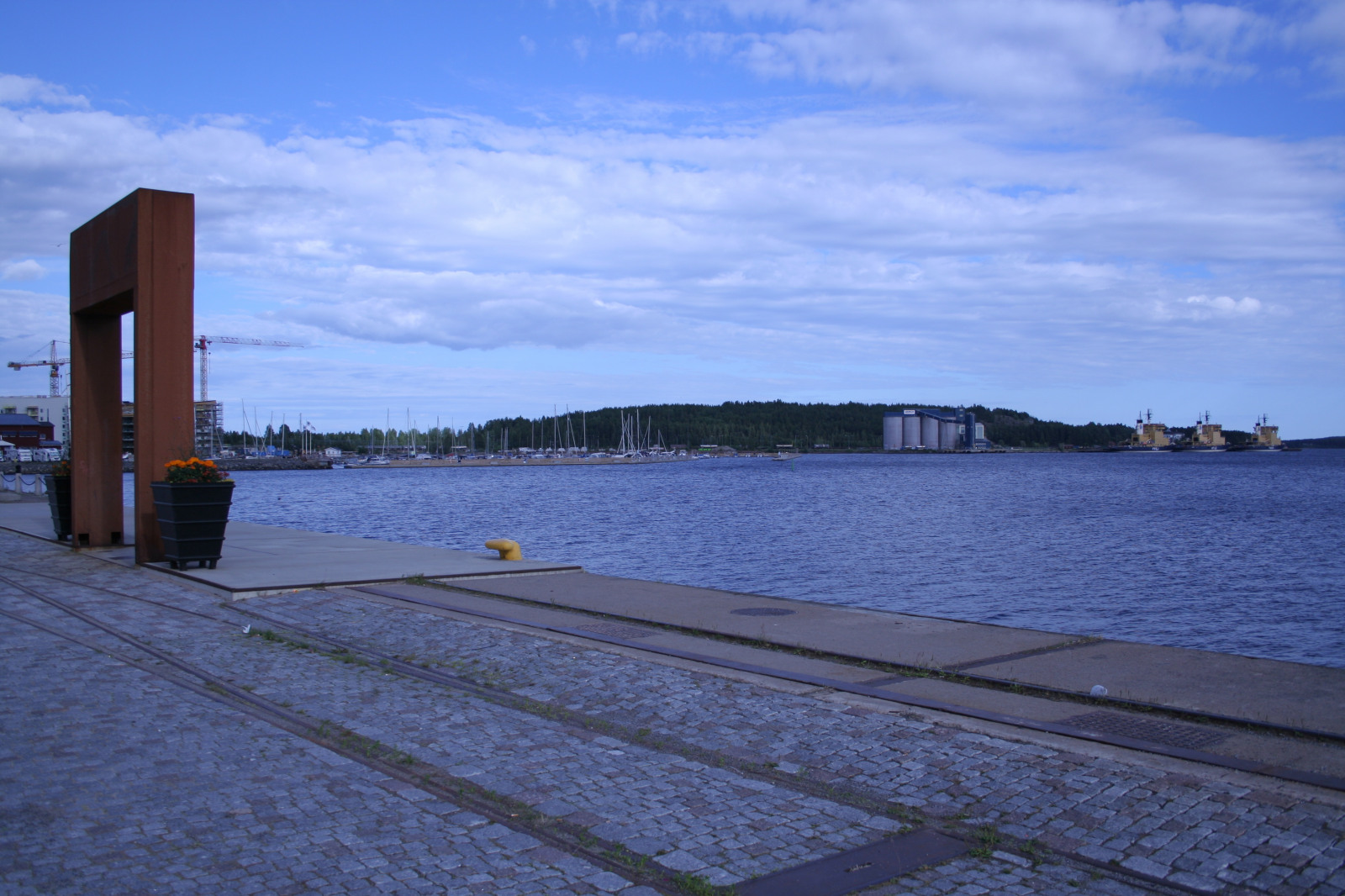
Södra Hamn Plan – Strandpromenaden – Småbåtsgatan

Luleå hat gute Verkehrsanbindungen über den Ostseehafen mit dem bedeutenden Erzhafen Svartö und einen Flughafen. Von Luleå führt eine Eisenbahnlinie in das 35 Kilometer entfernte Boden, von wo Eisenbahnlinien nach Süden, nach Finnland und nach Norwegen (Erzbahn) führen. Luleå liegt auch an der Europastraße 4. Seit den 1920er-Jahren gibt es im öffentlichen Nahverkehr Busse. Betrieben werden sie von Luleå Lokaltrafik.

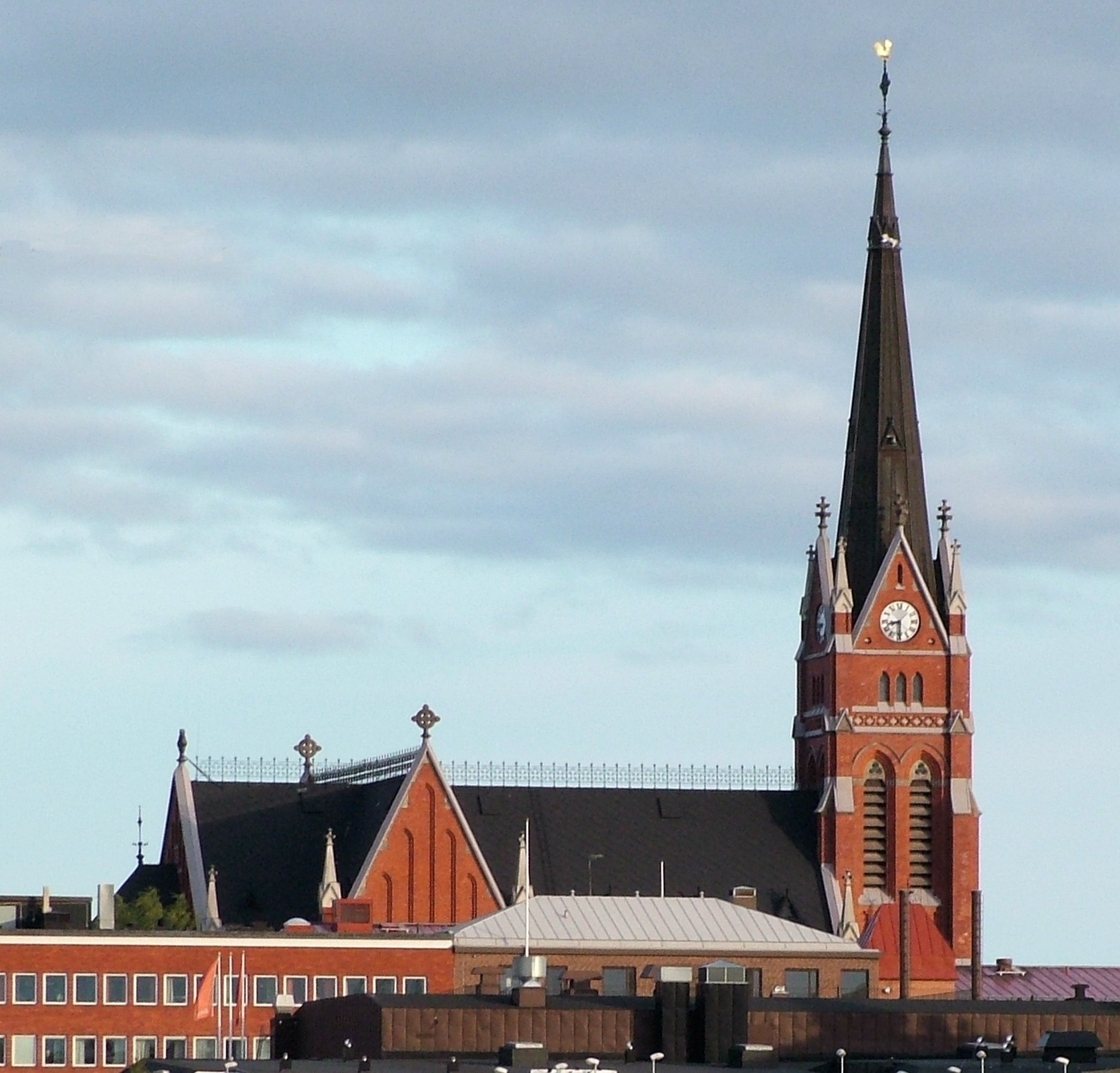
Dom zu Luleå

## Sehenswürdigkeiten
Die Stadt wurde 1887, nachdem sie fast vollständig abgebrannt war, nach einem regelmäßigen Grundriss wiederaufgebaut. Im Zentrum der Stadt befindet sich der Dom zu Luleå, eine neugotische Kreuzkirche aus dem Jahr 1893. Die Stadt beherbergt auch das Norrbottentheater, eingerichtet in fünf ehemaligen Hafenmagazinen, und Norrbottens Museum. Auf dem Campus der Universität liegt das Haus der Technik.
Zu Luleå gehört Gammelstad, das alte Zentrum der Stadt. Gammelstad gehört zum UNESCO-Welterbe.

## Sport

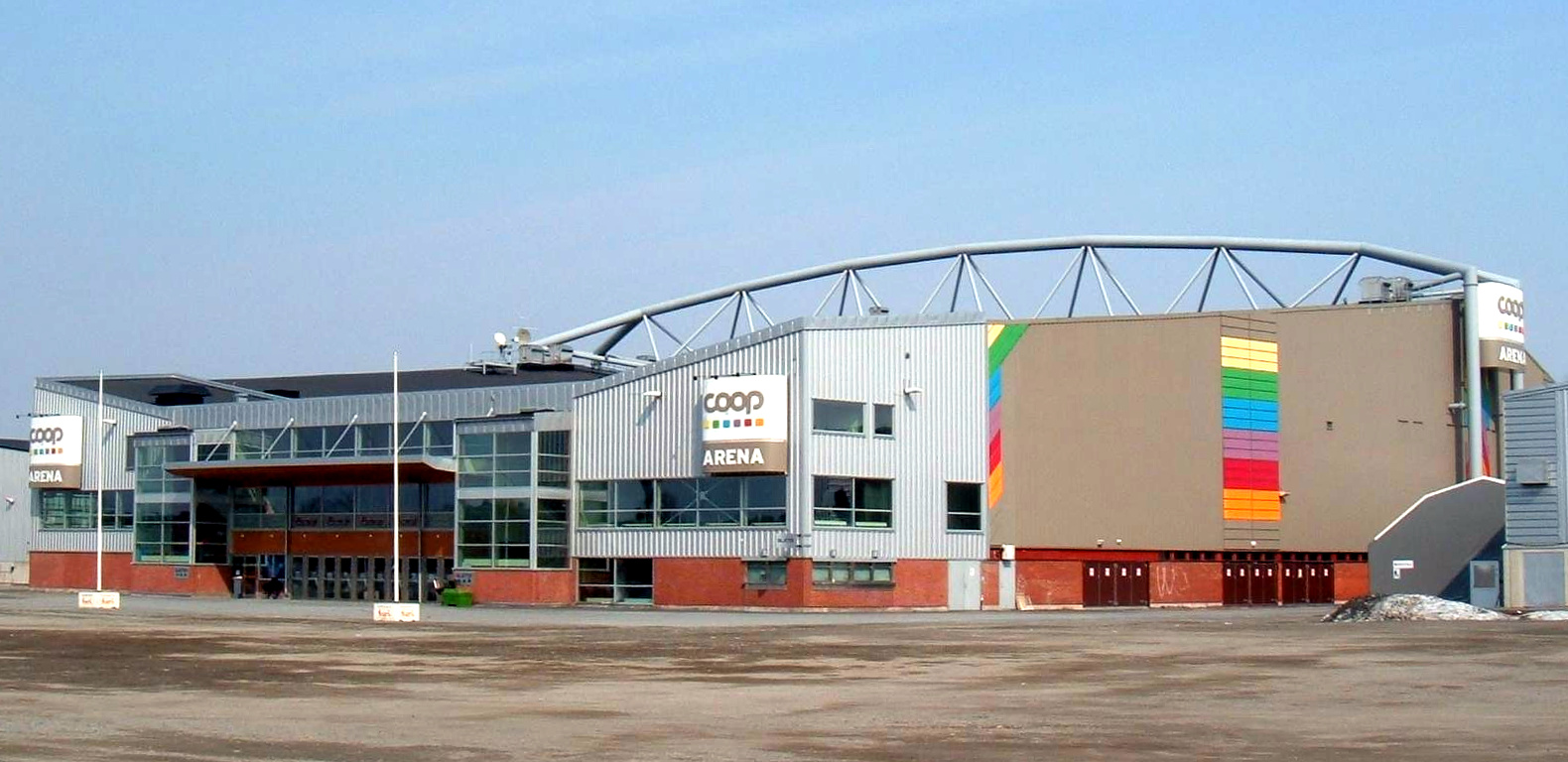
Außenansicht der Coop Arena

Der populärste Sport in der Stadt ist Eishockey. Der Luleå HF spielt in der höchsten schwedischen Liga, der Svenska Hockeyligan. Die Heimspiele werden in der 6.300 Zuschauer fassenden Coop Arena ausgetragen.
Die bekannteste Fußballmannschaft der Stadt gehört der Fußballabteilung des IFK Luleå an.

## Städtepartnerschaften
Partnerstädte von Luleå sind
| - Tromsø in Norwegen - Kemi in Finnland - Murmansk in Russland | - Zenica in Bosnien und Herzegowina - Puerto Cabezas in Nicaragua - Santa Lucía de Tirajana auf Gran Canaria, Spanien |

## Persönlichkeiten

### Söhne und Töchter der Stadt
- Maud Adams (* 1945), Filmschauspielerin
- Kristofer Åström (* 1974), Singer-Songwriter
- Charles Barton (* 1992), Basketballspieler
- Sonja Edström-Ruthström (1930–2020), Skilangläuferin
- Thorbjörn Englund (* 1979), Metalmusiker
- Konrad Granström (1900–1982), Turner
- Cecilia Hansson (* 1973), Dichterin
- Staffan Isaksson (* 1952), Fußballspieler
- Peter Larsson (* 1978), Skilangläufer
- Amanda Sofia Margareta Lind (* 1980), Kultur- und Demokratieministerin
- Erik Lindegren (1910–1968), Schriftsteller
- Per Ledin (* 1978), Eishockeyspieler
- Martin Ljung (1917–2010), Schauspieler und Komiker
- Emil Lundberg (* 1982), Eishockeyspieler
- Nikolaj Majorov (* 2000), Eiskunstläufer
- Anders Nilsson (* 1990), Eishockeytorwart
- Stefan Nilsson (* 1968), Eishockeyspieler
- Eva Nordmark (* 1971), Gewerkschafterin und Politikerin
- Leif Östling (* 1945), ehem. Vorstandsvorsitzender von Scania
- Olle Persson (* 1949), Informationswissenschaftler und Hochschullehrer
- Lars-Gunnar Pettersson (* 1960), Eishockeyspieler
- Roger Sandberg (* 1972), Fußballspieler, -trainer und -funktionär
- Robert Stjärnström, Sänger und Gründungsmitglied der Band Machinae Supremacy
- Marita Ulvskog (* 1951), Politikerin
- Gunnar Wiklund (1935–1989), Schlagersänger
- Ingvar Wixell (1931–2011), Opernsänger (Bariton)
- Robert Zander (1895–1966), Fußballnationalspieler

### Weitere Persönlichkeiten
- Ioannis Despotopoulos (1903–1992), griechischer Architekt und Städtebauer, plante das Kulturzentrum in Luleå
- Nils Edén (1871–1945), Historiker, Politiker und Ministerpräsident von Schweden, ging in Luleå zur Schule
- Tim Hagans (* 1954), US-amerikanischer Jazz-Trompeter, verbringt seit 1996 als musikalischer Leiter der Norrbotten Big Band mehrere Wochen pro Jahr in Luleå
- Anna Ibrisagic (* 1967), schwedische Politikerin (Partei Moderaterna) bosnischer Herkunft und Abgeordnete im Europaparlament, lebt in Luleå
- Jessica Landström (* 1984), schwedische Fußballnationalspielerin, begann ihre Fußballkarriere bei Lira Luleå BK
- Sofia Ledarp (* 1974), schwedische Schauspielerin, studierte vier Jahre an der Theaterakademie in Luleå